# Лопарская (река)
Лопарская (Лопарка) — река в Мурманской области России. Протекает по территории городского округа город Кировск с подведомственной территорией. Впадает в озеро Большой Вудъявр.
Длина реки составляет 7,5 км. Площадь бассейна 57,7 км².
Берёт начало в Хибинах на высоте свыше 600 м над уровнем моря близ перевала Лопарский. В 1 км от устья в Лопарскую впадает левый приток Юкспоррйок. Впадает в Большой Вудъявр на высоте 312 м над уровнем моря. Протекает через микрорайон Кировска Кукисвумчорр.

## Данные водного реестра
По данным государственного водного реестра России относится к Баренцево-Беломорскому бассейновому округу, водохозяйственный участок реки — река Нива, включая озеро Имандра. Речной бассейн реки — бассейны рек Кольского полуострова и Карелии.
Код объекта в государственном водном реестре — 02020000312101000010485.